# 世界子宮內膜異位日
世界子宮內膜異位日（Worldwide EndoMarch）縮寫為EndoMarch，是每年三月舉行的全球運動，為了關注子宮內膜異位而舉行的全球運動，多個城市會於三月舉行遊行和集會等。EndoMarch是由Drs. Camran, Ceana, Farr, Azadeh Nezhat, 及Barbara 發起及贊助的組織及活動。
第一次的世界子宮內膜異位日是在2014年3月13日舉行，在43個國家一起進行，主要的活動是在美國華盛頓的国家广场。有許多醫學組織及醫學院贊助此活動，例如美国医学会、美國婦產科醫學會（American College of Obstetricians and Gynecologists）、美國生殖醫學學會（American Society of Reproductive Medicine）、哈佛大學等。
子宮內膜異位是女性常見的疾病，每十個婦女及女孩中都有一名有此疾病，但多半是在有此疾病十年後才診斷出來。

## 外部連結
- https://www.endomarchnews.org/ （页面存档备份，存于）